# Mundrolle

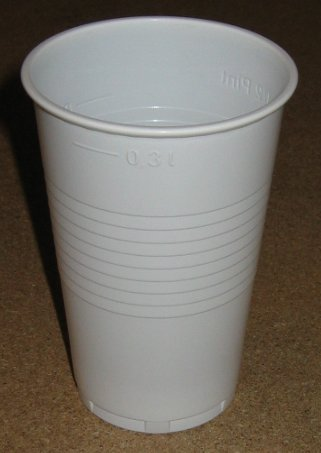
Plastikbecher mit Mundrolle

Als Mundrolle wird der verdickte Rand eines Bechers bezeichnet, der die Lippen beim Trinken vor Verletzungen schützt. Das verwendete Material wird dabei nach außen gewölbt oder stärker angehäuft, so dass keine scharfen Kanten entstehen.
Eine weitere Funktion der Mundrolle ist, die Stabilität und Steifigkeit des Bechers zu erhöhen. Hierdurch wird das Aufstülpen eines Deckels erleichtert und gleichzeitig hält der Deckel besser auf dem Becher.